# 落合重清
落合 重清（おちあい しげきよ、生年不詳 - 万治3年6月21日（1660年7月28日））は、安土桃山時代の武将。
落合重定（内蔵介、尾張落合氏系図では落合将監康親）の子。母は落合市安の娘。新八郎。主膳正。室は吉田豊後守の娘。弟に落合某（内匠、京極高知家臣、尾張落合氏系図では落合内匠助親信）。子に重長（美作、ト安・徳川頼宣に仕える）、重成（茂左衛門、紀州徳川家家臣）、吉田俊勝室、津田信吉室、ほかに女子1人。
織田信長、次に豊臣秀吉に仕えた。豊臣時代には5000石を領し、関ヶ原の戦いに東軍として参陣。のちに結城秀康の家臣となり、1万石を給される。万治3年、越前にて没する。法名は理円。子の重長は大坂の陣で活躍した。